# Kyphosus saltatrix
Kyphosus saltatrix is een straalvinnige vissensoort uit de familie van de loodsbaarzen (Kyphosidae). De wetenschappelijke naam werd gepubliceerd in 1758 door Carl Linnaeus in de tiende editie van Systema naturae.